# Distretto di Koillismaa
Il distretto di Koillismaa è un distretto della Finlandia. Si trova nella ex provincia di Oulu e fa parte della regione del Ostrobotnia settentrionale. Conta due comuni e il numero di classificazione LAU 1 (NUTS 4) è 178.
Nel 2008, la popolazione del distretto era di 21.321 abitanti e l'area di 8.460 km², con quindi una densità di 2,52 ab./km².

## Entità
- Taivalkoski (Comune)
- Kuusamo (Città)